# 11079 Mitsunori
11079 Mitsunori eller 1993 AJ är en asteroid i huvudbältet som upptäcktes den 13 januari 1993 av de båda japanska astronomerna Kazuro Watanabe och Kin Endate vid Kitami-observatoriet. Den är uppkallad efter läraren och amatörastronomen Mitsunori Kaneko.
Asteroiden har en diameter på ungefär 7 kilometer och den tillhör asteroidgruppen Eunomia.